# الكسندر د. سيمز
الكسندر د. سيمز (بالإنجليزية: Alexander D. Sims)‏ هو محامي وسياسي أمريكي، ولد في 12 يونيو 1803، وتوفي في 22 نوفمبر 1848 في كينغستري في الولايات المتحدة. حزبياً، نشط في الحزب الديمقراطي. وقد انتخب عضو مجلس النواب الأمريكي.